# Por un puñado de dólares
Por un puñado de dólares (en italiano, Per un pugno di dollari) es una coproducción cinematográfica italo-hispano-germana de 1964 dirigida por Sergio Leone, con Clint Eastwood y Gian Maria Volonté en los papeles principales.
Esta película asentó las bases del spaghetti western como subgénero cinematográfico y lanzó a la fama tanto a Clint Eastwood como a Sergio Leone. Es la primera entrega de la Trilogía del dólar. La música de Ennio Morricone recibió el premio Nastro d'argento otorgado por el Sindacato Nazionale Giornalisti Cinematografici Italiani.  
Akira Kurosawa acusó y denunció a Sergio Leone por haberse basado en su filme Yojimbo (1961), por lo que la película tuvo problemas legales.

## Sinopsis
Tras la muerte del presidente Benito Juárez en 1872 el caos se apodera de México. 
Un forastero llega al pequeño pueblo fronterizo de San Miguel. Silvanito, el tabernero de la localidad, le informa sobre una disputa entre dos familias que compiten por obtener el control de un pueblo de hombres muertos y mujeres viudas: la de los hermanos Rojo (Benito, Esteban y Ramón) y la del sheriff de la ciudad, John Baxter. El forastero decide ofrecerse a cada familia para ganar dinero, y demuestra su velocidad y precisión con su arma a ambos lados, disparando con facilidad a cuatro hombres de la familia Baxter, incluidos los tres que lo insultaron cuando entró en la ciudad, lo que despierta el interés de los Rojo.
Cuando llega una compañía militar mexicana con oro para cambiarla por armamento, los Rojo roban y matan a todos e intentan pacificar el pueblo para que nadie sospeche que ha sido un asalto, pero el forastero tiene otros planes.

## Creación delspaghetti western
Aunque no se trataba del primer wéstern de producción italiana, sí fue el primero que tuvo distribución internacional. Su inesperado éxito sentó las bases de un nuevo subgénero denominado despectivamente spaghetti western. Aunque denostado por parte de la crítica, el estilo visual de Sergio Leone, la música de Ennio Morricone y la peculiar interpretación de Clint Eastwood gozaron de gran predicamento entre el público y, con el tiempo, entre la misma crítica. Los tres rodaron a continuación otras dos películas de temática y estética similar, Per qualche dollaro in più y Il buono, il brutto, il cattivo (que junto a Por un puñado de dólares configuran la conocida como "Trilogía del dólar"), protagonizadas por el conocido como "hombre sin nombre", que asentaron un estilo imitado posteriormente con mayor o menor fortuna por numerosos cineastas: innovaciones en el posicionamiento de la cámara, violencia desaforada, falta de moralidad del protagonista, sencillez en los diálogos, cruces de miradas en primerísimos planos, entre otras características. El éxito permitió a Leone filmar películas de mayor presupuesto, aunque estas tres son las que le proporcionaron mayor fama.

## Localizaciones de rodaje
Sergio Leone ya había rodado en Madrid "Los últimos días de Pompeya (1959) y "El coloso de Rodas" (1961), cuando planifica abordar su primer western en España. Gran parte se filmó en el poblado ya desaparecido llamado "Golden City", poblado del oeste construido para películas en el término municipal de Hoyo de Manzanares (Madrid), así como en Aldea del Fresno (Madrid) en la madrileña Casa de Campo y los Estudios CEA de la capital. Además de en lo que hoy es el Parque natural del Cabo de Gata-Níjar (Almería).
Tras el rodaje de Por un puñado de dólares, Leone regresa de nuevo a la actual Comunidad de Madrid para rodar las otras dos entregas de la "Trilogía del dólar", Per qualche dollaro in più (1965), en Colmenar Viejo y Hoyo de Manzanares, y Il buono, il brutto, il cattivo (1966) en Manzanares El Real y Colmenar Viejo con sus respectivas bases de producción en Madrid capital, incluido el alojamiento de Eastwood en la Torre de Madrid, antes de pasar al rodaje en otras provincias españolas.

## Plagio deYojimbo
La película es una reversión del filme japonés Yojimbo, dirigido en 1961 (solo tres años antes) por Akira Kurosawa. Puesto que los productores del filme italiano no pagaron derechos, los guionistas de Yojimbo (el propio Kurosawa y Ryuzo Kikushima) los demandaron por violación de los derechos de autor. Los dos guionistas japoneses ganaron el pleito y obtuvieron el 15% de las ganancias, así como los derechos de distribución en Japón, Corea del Sur y Taiwán. El propio Kurosawa afirmó tiempo después haber ganado más dinero con Por un puñado de dólares que con Yojimbo. Irónicamente, en el año 2007 el director japonés Takashi Miike filmó Sukiyaki Western Django, una suerte de versión japonesa de la cinta Por un puñado de dólares.
En 1996, la historia de Yojimbo fue reinterpretada —esta vez oficialmente— en la película Last Man Standing, ambientada en Estados Unidos durante la ley seca y protagonizada por Bruce Willis.

## Reparto
- Clint Eastwood como "Joe" el Hombre sin nombre
- Gian Maria Volonté como Ramón Rojo
- Marianne Koch como Marisol
- Antonio Prieto Puerto como Benito Rojo
- José Calvo como Silvanito, el posadero
- Joaquín Solis como pistolero de los Rojo
- Aldo Sambrell como pistolero de los Rojo
- Lorenzo Robledo como pistolero de los Baxter
- José Canalejas como pistolero de los Rojo
- Benito Stefanelli como Rubio
- Antonio Molino Rojo como pistolero de los Baxter
- Sieghardt Rupp como Esteban Rojo
- Margarita Lozano como Consuelo Baxter
- Mario Brega como Chico
- Fernando Sánchez Polack como Vicente
- Joe Kamel pistolero de los Baxter
- Román Ariznavarreta pistolero de los Rojo
- Mario de Barros pistolero de los Baxter
- Julio Pérez Tabernero pistolero de los Baxter
- José Haluffi pistolero de los Rojo
- Antonio Moreno Juan de Dios
- Joseff Egger Piripero
- Pepe Calvo Silvanito
- Daniel Martín
- Nino del Arco

## Premios y candidaturas
- 1965: Nastro d'argento por la música de Ennio Morricone y 1 candidatura más
- 2008: 1 candidatura a los Premios Saturn

## Trilogía del dólarde Sergio Leone
- Por un puñado de dólares (Per un pugno di dollari, 1964)
- Per qualche dollaro in più (1965)
- Il buono, il brutto, il cattivo (1966)

Clint Eastwood interpretó al protagonista de las tres películas. Los tres personajes comparten la misma personalidad, vestimenta (incluso se usó el mismo poncho para las tres películas y los balazos que recibió en la primera se pueden ver remendados en las dos siguientes) y pericia con el revólver.